# Pogonatherum rufobarbatum
Pogonatherum rufobarbatum là một loài thực vật có hoa trong họ Hòa thảo. Loài này được Griff. miêu tả khoa học đầu tiên năm 1851.